# Quetta-
Quetta (ký hiệu Q) là tiền tố SI được viết liền trước một đơn vị đo lường quốc tế để chỉ bội số lớn gấp 1030 hay 1.000.000.000.000.000.000.000.000.000.000 (1 nghìn tỷ tỷ tỷ) lần  của đơn vị này.
Tiền tố này được công nhận từ năm 2022 và đây là tiền tố cuối cùng và lớn nhất của hệ SI được công nhận.